# Патхумтхани (провинция)
Патхумтхани (тайск. ปทุมธานี) — провинция в центральной части Таиланда в 46 километрах к северу Бангкока и является составляющей его округа. По этой причине провинция имеет высокий уровень развития промышленности.
Административный центр — город Патхумтхани, а самым крупным городом в провинции является Панрангсит, расположенный в ампхое Тханйабури.
На гербе провинции изображен цветок лотоса с двумя рисовыми ветками по бокам, что означает высокую степень развития сельского хозяйства.

## Географическое положение
Провинция Патхумтхани расположена в долине реки Чаупхрая с большим количеством каналов и апельсиновых плантаций.

## Климат
Климат тропический, муссонный.

## История
Провинция Патхумтхани входит в историческое ядро Таиланда, так как именно в Центральном Таиланде начала формироваться тайская культура и религия. На этой территории располагалось королевство Сиам.
Город Патхумтхани был основан в 1650 году в результате переселения монов из Моттамы в Мьянмар. Изначально он носил название Сам Кхок, а в 1815 году во время визита короля Рама II, местные жители преподнесли ему много красивых цветов лотоса, которые стали основой причиной смены названия города в Патхумтхани, что означает «город лотоса».

## Административное деление

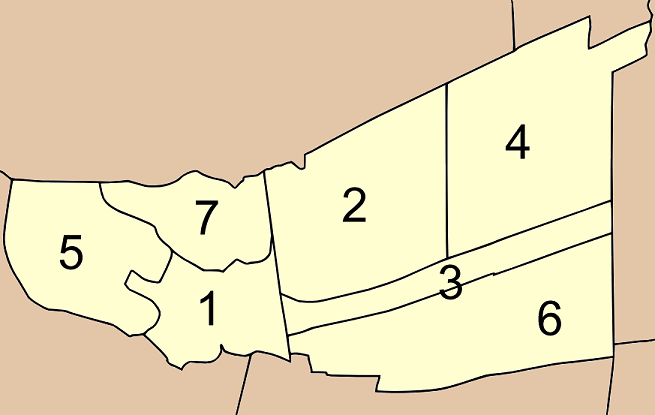
Административное деление провинции Патхумтхани

Общая площадь провинции составляет 1 525,9 км² и административно делится на 7 районов (ампхое):
| 1. Mueang Pathum Thani 2. Khlong Luang 3. Thanyaburi 4. Nong Suea | 1. Lat Lum Kaeo 2. Lam Luk Ka 3. Sam Khok |

## Население
По состоянию на 2015 год население провинции составляет 1 094 249 человек. Плотность населения — 717,13 чел/км². Численность женской части населения (52,5 %) немного превышает численность мужской (47,5 %).

## Учебные заведения
Провинцию Патхумтхани называют «концентратором образования и технологий», так как на её территории сконцентрировано большое количество высших учебных заведений, относящихся, в основном к областям науки и технологий. Это Азиатский Технологический Институт, университет Бангкока, университет Патхумтхани и другие. Эти институты очень популярны среди тайской молодёжи, которые после выпуска могут пойти работать в научные центры, созданные для разработки инновационных технологий.

## Достопримечательности
- Ват Ворани Тхаммакаярам (Wat Worani Thammakayaram) — храм, более известный как Центр Практики Медитации.
- Ват Чеди Хои (Wat Chedi Hoi) — небольшой монастырь, расположенный в 18 километрах от города Патхумтхани. На территории храма найдено большое количество раковин от гигантских устриц, которым, по подсчётам учёных, около 8 миллионов лет. Каждая из таких раковин весит около 1 килограмма.
- Институт Тайского Бокса (Muai Thai Institute). Был создан в целях содействия направлениям народного тайского искусства самообороны на национальном и международном уровнях.
- Мир мечты (Dream World) — Парк аттракционов и игровых автоматов.
- Храм Ват Хонг Патхуммават (Wat Hong Pathummawat) расположен на западном берегу реки Чаупхрая. Храм построен в 1764 году иммигрантами из племени Монов во время правления короля Таксина Великого.